# Edwin Purvis
Edwin Purvis (Den Haag, 24 oktober 1961) is een Nederlands voormalig profvoetballer die elf seizoenen onder contract stond bij ADO Den Haag. In het seizoen 1985/86 werd Purvis met ADO ongeslagen kampioen van de eerste divisie en promoveerde hierdoor met de club naar de eredivisie.
In het seizoen 1987/88 speelde Purvis vier wedstrijden in de Europacup II, tegen Ujpest Dosza en BSC Young Boys. Na zijn sportloopbaan begon hij een fysiotherapiepraktijk in Den Haag. Zijn opleiding hiervoor rondde hij af tijdens zijn voetbalcarrière. Tijdens zijn voetbalcarrière werkte hij al als fysiotherapeut en behandelde hij onder andere zijn eigen collega's.

## Clubs
| seizoen     | club        | land        | competitie     | wed. | goals |
| ----------- | ----------- | ----------- | -------------- | ---- | ----- |
| 1981/82     | FC Den Haag | Nederland   | Eredivisie     | 8    | 1     |
| 1982/83     | FC Den Haag | Nederland   | Eerste divisie | 33   | 3     |
| 1983/84     | FC Den Haag | Nederland   | Eerste divisie | 31   | 0     |
| 1984/85     | FC Den Haag | Nederland   | Eerste divisie | 34   | 0     |
| 1985/86     | FC Den Haag | Nederland   | Eerste divisie | 35   | 0     |
| 1986/87     | FC Den Haag | Nederland   | Eredivisie     | 30   | 0     |
| 1987/88     | FC Den Haag | Nederland   | Eredivisie     | 23   | 0     |
| 1988/89     | FC Den Haag | Nederland   | Eerste divisie | 33   | 2     |
| 1989/90     | FC Den Haag | Nederland   | Eredivisie     | 26   | 0     |
| 1990/91     | FC Den Haag | Nederland   | Eredivisie     | 30   | 1     |
| 1991/92     | FC Den Haag | Nederland   | Eredivisie     | 26   | 1     |
| Club totaal | Club totaal | Club totaal | Club totaal    | 309  | 8     |